# 萨姆塔尔
萨姆塔尔（Samthar），是印度北方邦Jhansi县的一个城镇。总人口20227（2001年）。

## 人口
该地2001年总人口20227人，其中男性10754人，女性9473人；0—6岁人口3256人，其中男1725人，女1531人；识字率55.34%，其中男性为66.11%，女性为43.12%。